# Fort McMurray
Fort McMurray è una località (classificata come urban service area) nella Regional Municipality di Wood Buffalo, nella provincia dell'Alberta in Canada. Ha ispirato il documentario interattivo Fort McMoney, basato sul dilemma fra economia e conservazione dell'ambiente, visto che l'area è nota per gli interessi legati all'energia.

## Geografia fisica

### Territorio
Fort McMurray è situata 435 km a nord-est di Edmonton lungo la Highway 63, circa 60 km a ovest del confine con la provincia del Saskatchewan, in un'area di foresta boreale alla confluenza dei fiumi Athabasca e Clearwater.

### Clima
Fort McMurray ha un clima boreale delle foreste (Dfb secondo la Classificazione dei climi di Köppen), ai margini di una zona di clima subartico, caratterizzato da inverni lunghi e molto freddi, estati brevi e miti e umido in tutte le stagioni. In particolare, il clima secco che caratterizza la stagione primaverile-estiva è molto spesso fattore di incendi boschivi. Uno di questi, considerato dalle autorità uno dei più vasti nella storia del Canada (si è esteso per circa 590 000 ettari, di cui parte nella provincia del Saskatchewan), ha costretto all'evacuazione circa 88 000 persone nel maggio 2016. Gli edifici distrutti sono stati 2 400 su 25 000.
| Dati meteo                      | Mesi  | Mesi  | Mesi  | Mesi  | Mesi  | Mesi  | Mesi   | Mesi   | Mesi  | Mesi  | Mesi  | Mesi  | Stagioni | Stagioni | Stagioni | Stagioni | Anno  |
| Dati meteo                      | Gen   | Feb   | Mar   | Apr   | Mag   | Giu   | Lug    | Ago    | Set   | Ott   | Nov   | Dic   | Inv      | Pri      | Est      | Aut      | Anno  |
| ------------------------------- | ----- | ----- | ----- | ----- | ----- | ----- | ------ | ------ | ----- | ----- | ----- | ----- | -------- | -------- | -------- | -------- | ----- |
| T. max. media (°C)              | −13,6 | −7,6  | 0,3   | 10,0  | 17,4  | 21,4  | 23,2   | 21,9   | 15,4  | 7,8   | −4,2  | −11,6 | −10,9    | 9,2      | 22,2     | 6,3      | 6,7   |
| T. media (°C)                   | −18,8 | −13,7 | −6,5  | 3,4   | 10,4  | 14,7  | 16,8   | 15,3   | 9,4   | 2,8   | −8,5  | −16,5 | −16,3    | 2,4      | 15,6     | 1,2      | 0,7   |
| T. min. media (°C)              | −24   | −19,8 | −13,2 | −3,3  | 3,3   | 7,9   | 10,2   | 8,6    | 3,3   | −2,2  | −12,8 | −21,4 | −21,7    | −4,4     | 8,9      | −3,9     | −5,3  |
| T. max. assoluta (°C)           | 13,1  | 15,0  | 18,9  | 30,2  | 34,8  | 36,1  | 35,6   | 37,0   | 32,4  | 28,6  | 18,9  | 10,7  | 15,0     | 34,8     | 37,0     | 32,4     | 37,0  |
| T. min. assoluta (°C)           | −50   | −50,6 | −44,4 | −34,4 | −13,3 | −4,4  | −3,3   | −2,9   | −15,6 | −24,5 | −37,8 | −47,2 | −50,6    | −44,4    | −4,4     | −37,8    | −50,6 |
| Giorni di calura (Tmax ≥ 30 °C) | 0     | 0     | 0     | 0,03  | 0,37  | 0,6   | 1,9    | 1,9    | 0,1   | 0,0   | 0,0   | 0,0   | 0,0      | 0,4      | 4,4      | 0,1      | 4,9   |
| Giorni di gelo (Tmin ≤ 0 °C)    | 30,9  | 28,0  | 30,2  | 21,9  | 7,6   | 0,7   | 0,0    | 0,57   | 6,7   | 21,3  | 29,6  | 30,9  | 89,8     | 59,7     | 1,3      | 57,6     | 208,4 |
| Precipitazioni (mm)             | 19,3  | 15,0  | 16,1  | 21,7  | 36,9  | 74,8  | 81,3   | 72,7   | 46,8  | 29,6  | 22,2  | 19,3  | 53,6     | 74,7     | 228,8    | 98,6     | 455,7 |
| Nevicate (cm)                   | 27    | 20,6  | 20,4  | 14,5  | 2,9   | 0,0   | 0,0    | 0,0    | 2,4   | 13,1  | 29,0  | 25,9  | 73,5     | 37,8     | 0,0      | 44,5     | 155,8 |
| Vento (direzione-m/s)           | E 2,3 | E 2,5 | E 2,7 | E 3,0 | E 3,0 | E 2,7 | SW 2,5 | SW 2,4 | E 2,7 | E 2,9 | E 2,5 | E 2,4 | 2,4      | 2,9      | 2,5      | 2,7      | 2,6   |

## Media

### Radio
| Frequenza (MHz) | Indicativo di chiamata | Nome               | Format                        | Editore                                    | Note                               |
| --------------- | ---------------------- | ------------------ | ----------------------------- | ------------------------------------------ | ---------------------------------- |
| 91.1            | CKOS-FM                | KAOS 91.1          | cristiana                     | King's Kids Promotions Outreach Ministries |                                    |
| 91.1            | CJOK-FM                | Country 93.3       | country                       | Rogers Radio                               |                                    |
| 94.5            | CFWE-FM-5              | CFWE Radio Network | First Nations community radio | Aboriginal Multimedia Society              | Ripete CFWE-FM Edmonton.           |
| 96.7            | CKUA-FM-11             | CKUA Radio Network | public broadcasting           | CKUA Radio Foundation                      | Ripete CKUA-FM Edmonton.           |
| 97.9            | CKYX-FM                | Rock 97.9          | active rock                   | Rogers Radio                               |                                    |
| 99.3            | CBXN-FM                | CBC Radio One      | public news/talk radio        | Canadian Broadcasting Corporation          | Ripete CBX Edmonton.               |
| 100.5           | CHFT-FM                | K-Rock             | classic hits                  | Newcap Radio                               |                                    |
| 101.5           | CHFA-6-FM              | Première Chaîne    | public news/talk              | Canadian Broadcasting Corporation          | In francese; ripete CHFA Edmonton. |
| 103.7           | CFVR-FM                | Mix 103.7          | contemporary hit radio        | Harvard Broadcasting                       |                                    |

### Televisione
- CFRN-TV-4
- CBXT-DT (CBC Television)
- CBXFT-DT (Radio-Canada)
- CITV-DT (Global)

### Stampa
- Fort McMurray Today
- Fort McMurray CONNECT

### Altri media
- Fort McMurray Forum News